# Powojowate
Powojowate (Convolvulaceae Juss.) – rodzina roślin z rzędu psiankowców obejmująca ponad 1880 gatunków w 59 rodzajach. Powojowate spotykane są na wszystkich kontynentach z wyjątkiem obszarów okołobiegunowych. Największe zróżnicowanie osiągają na obszarach tropikalnych i subtropikalnych. W strefie umiarkowanej i na suchszych obszarach strefy międzyzwrotnikowej są to na ogół nisko rosnące byliny i krzewy, w tropikach to głównie zielne pnącza i drewniejące liany, w tym sięgające ponad 35 m wysokości. Charakterystyczne dla rodziny są zwykle efektowne kwiaty o koronie promienistej, zrosłopłatkowej z ciemniejszym paskiem pośrodku płatków. 
Ważne znaczenie ekonomiczne ma wilec ziemniaczany o jadalnych bulwach (zwanych batatami lub słodkimi ziemniakami) oraz wilec wodny o jadalnych liściach (szpinak wodny). Liczne gatunki są stosowane leczniczo oraz uprawiane jako ozdobne. Niektóre gatunki powoju, kielisznika i kanianek są chwastami powodującymi straty w uprawach.

## Rozmieszczenie geograficzne
Powojowate wyewoluowały po rozpadzie Gondwany na obszarze współcześnie stanowiącym Madagaskar, subkontynent indyjski i południowo-wschodnią Azję. Współcześnie rodzina ma zasięg kosmopolityczny, ale 90% należących do niej gatunków występuje w strefie międzyzwrotnikowej. Przykładem rodzaju kosmopolitycznego jest kanianka Cuscuta. W strefach umiarkowanych występują rodzaje powój Convolvulus, z centrum zróżnicowania w basenie Morza Śródziemnego, i kielisznik Calystegia najbardziej zróżnicowany w zachodniej części Ameryki Północnej. Bazalny rodzaj Humbertia jest endemitem Madagaskaru. Argyreia występuje w południowo-wschodniej Azji i na Madagaskarze. Tylko w Afryce rosną przedstawiciele rodzajów: Astripomoea, Hildebrandtia, Nephrophyllum. W Afryce i na kontynentach amerykańskich występują: Calycobolus, Neuropeltis, Erycibe i Maripa. Szeroko rozprzestrzenione w tropikach rodzaje: Ipomoea, Merremia , Evolvulus i Jacquemontia mają centra zróżnicowania gatunkowego na kontynentach amerykańskich.
Do flory Polski należy 5 gatunków rodzimych z tej rodziny reprezentujących rodzaje: powój, kielisznik i kanianka.

## Morfologia

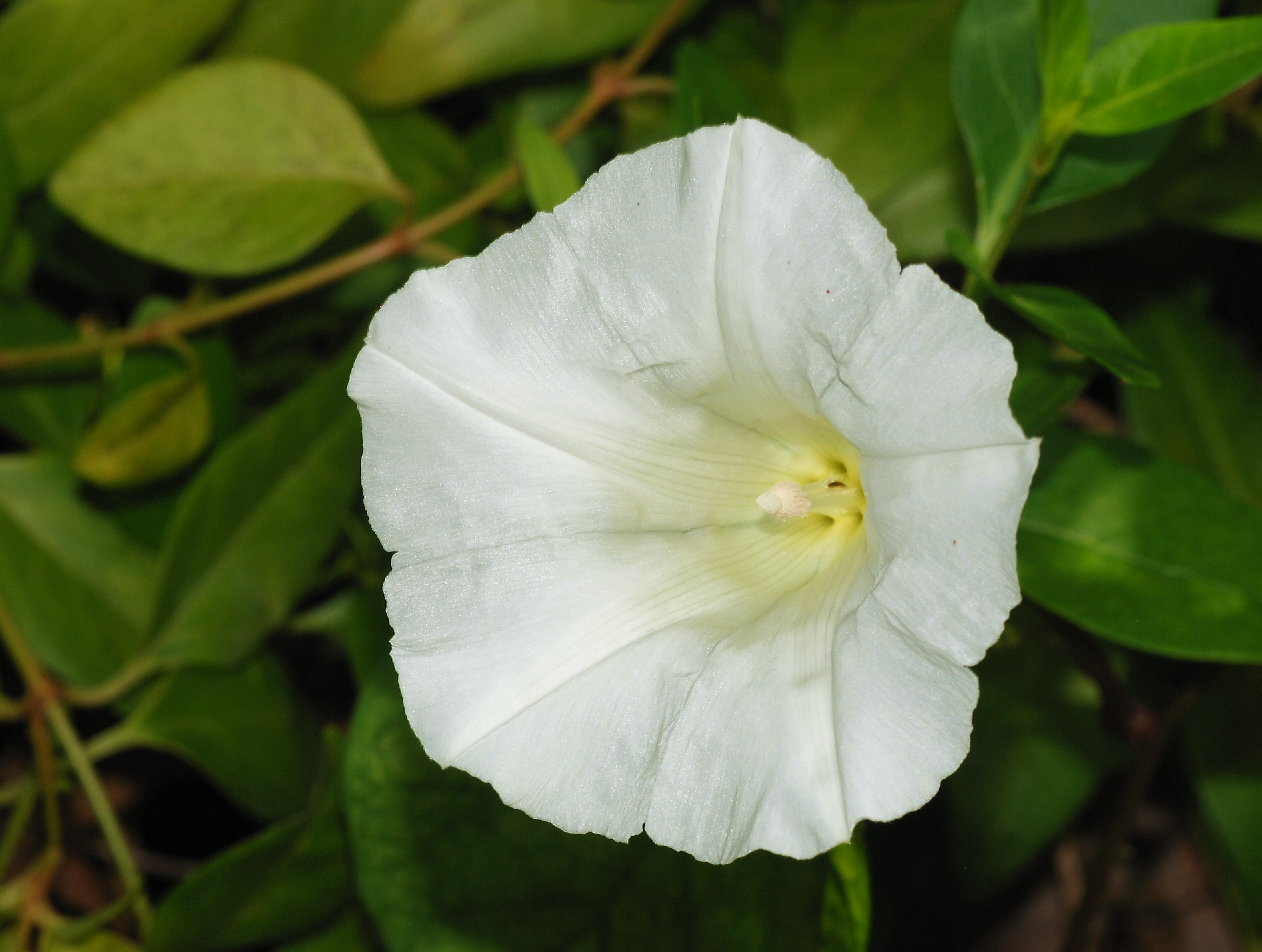
Kielisznik zaroślowy

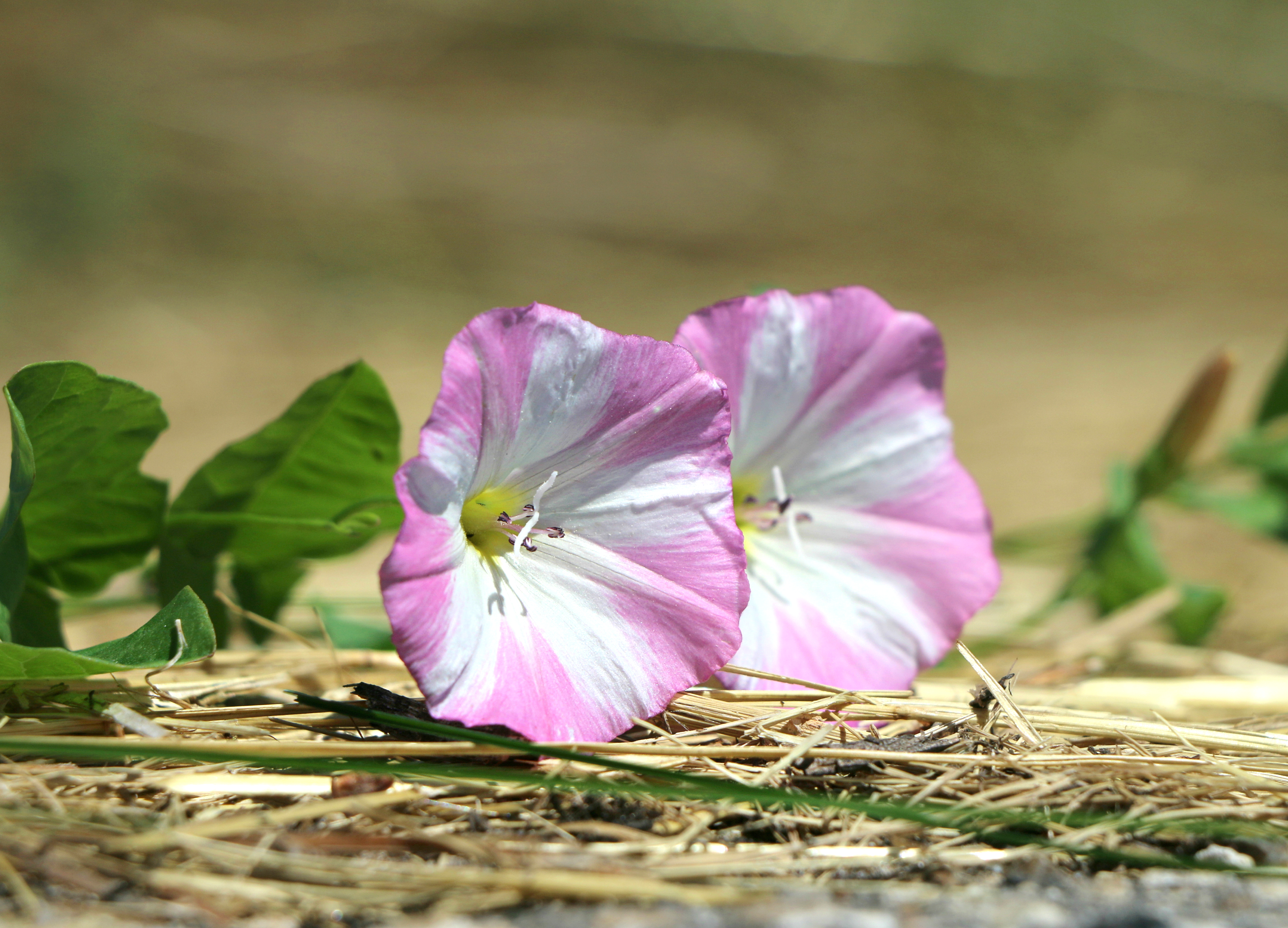
Powój polny

PokrójZwykle pnące się rośliny zielne, czasem drewniejące liany (do 30 m długości) i krzewy, rzadko niskopienne lub okazałe (Humbertia) drzewa. Rośliny zielne często z tęgimi kłączami lub bulwami korzeniowymi. U roślin pnących łodyga wijąca się zawsze w prawo, bez wąsów.
LiścieUlistnienie skrętoległe. Liście pojedyncze, rzadko złożone dłoniasto lub pierzasto (Ipomoea, Merremia). U roślin zielnych często z nasadą sercowatą, u drewniejących pnączy z nasadą zbiegającą i blaszką skórzastą. Zazwyczaj całobrzegie, często klapowane, rzadko ząbkowane, u Hyalocystis kolczaste. U roślin z rodzaju kanianka Cuscuta liście zredukowane.
KwiatyZwykle kwiaty i rośliny są obupłciowe, rzadko kwiaty są jednopłciowe, rośliny dwupienne występują tylko w rodzaju Hildebrandtia. Kwiaty wyrastają w wierzchotkach w kątach liści, także skupione główkowato, lub pojedynczo (Calystegia), rzadko w gronach. U Humbertia kwiaty zebrane są w szczytowych wiechach. Kwiaty są promieniste, z wyjątkiem Humbertia i Mina lobata, zazwyczaj obupłciowe i 5-krotne (4-krotne tylko u Cladostigma i Hildebrandtia). Działki kielicha są wolne. Płatki korony są zrośnięte, dzwonkowato lub lejkowato, czasem z rurką do 16 cm długości. Stałą cechą jest wyraźny pasek biegnący wzdłuż środka płatka. Pręcików jest 5, wolnych, w jednym okółku, równych lub nierównych, z nitkami wyrastającymi z nasady lub z dolnej części rurki korony. Pylniki otwierają się podłużnymi pęknięciami. Słupek pojedynczy z górną zalążnią powstającą z dwóch (rzadko 3–5) owocolistków, z owocolistkami zrastającymi się lub nie. Szyjek słupka jest od 1 do 5 i są one wolne lub częściowo zrośnięte. Znamię jest suche, brodawkowate.
OwoceNajczęściej czteronasienne torebki, czasem owoc jest jednonasienny. U niektórych gatunków owoc drewnieje i jest orzechopodobny. U Argyreia owocem jest mączysta lub soczysta jagoda. Nasiona nagie lub owłosione, często z czarną, gładką łupiną.

## Systematyka

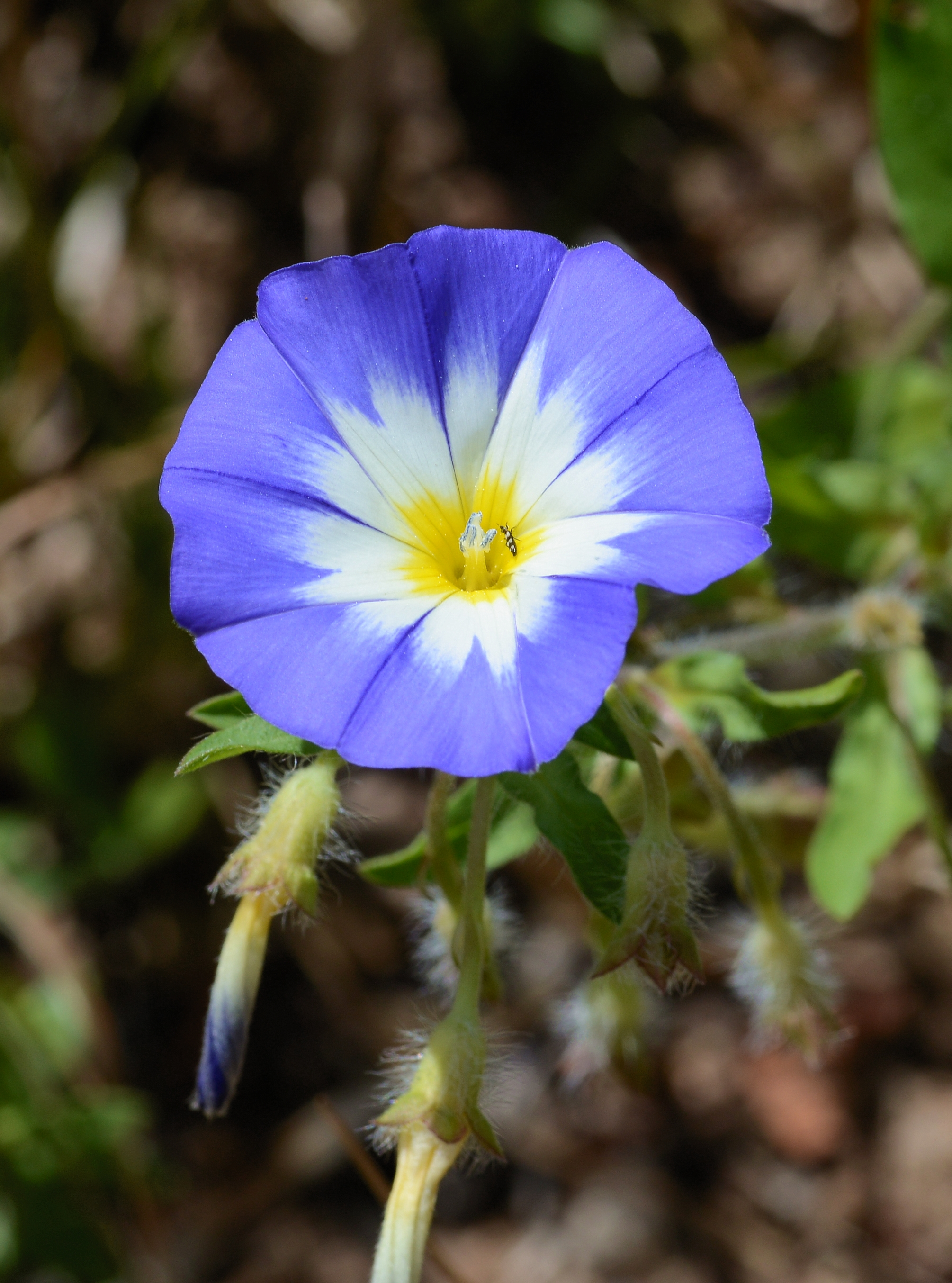
Convolvulus tricolor

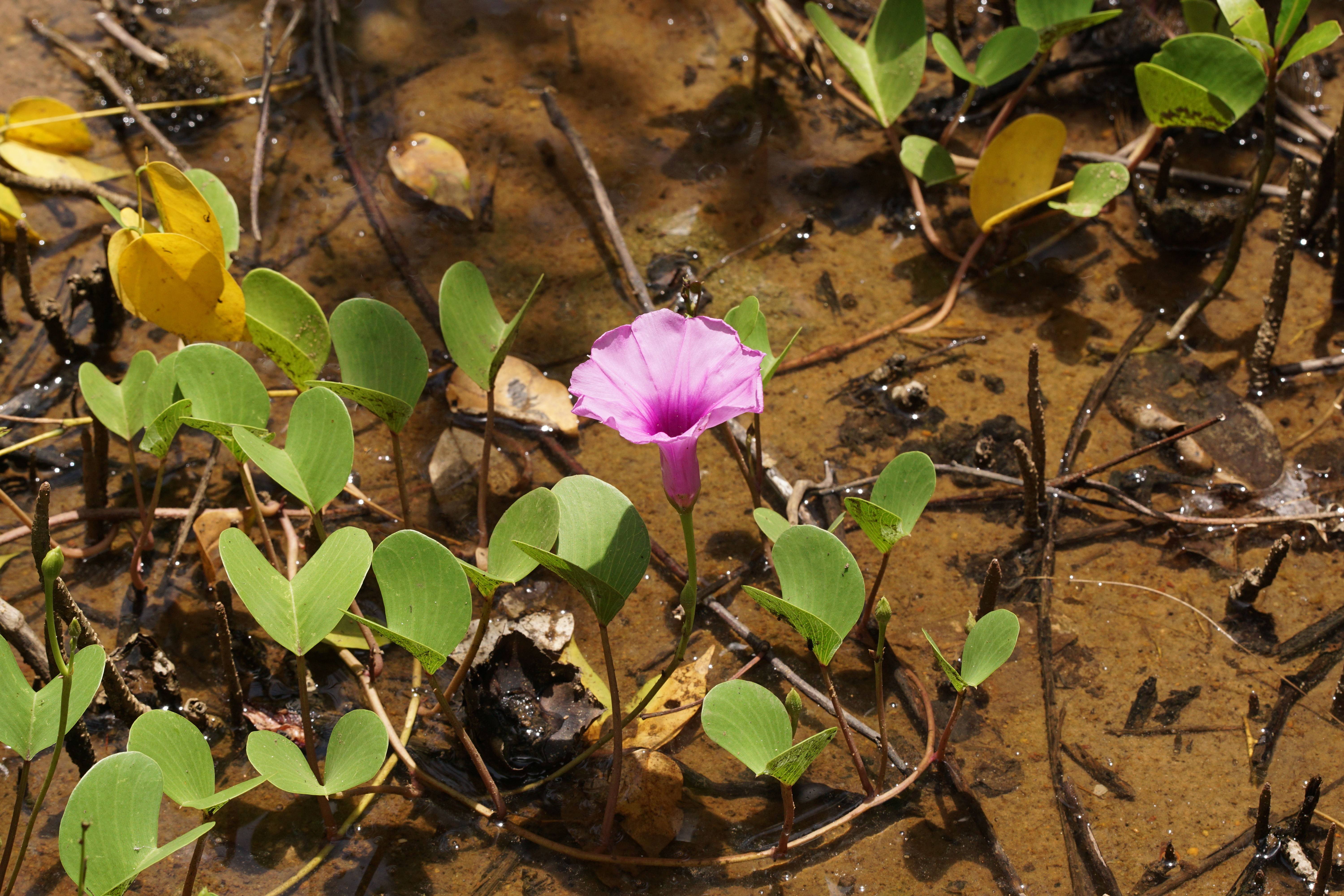
Ipomoea pes-caprae

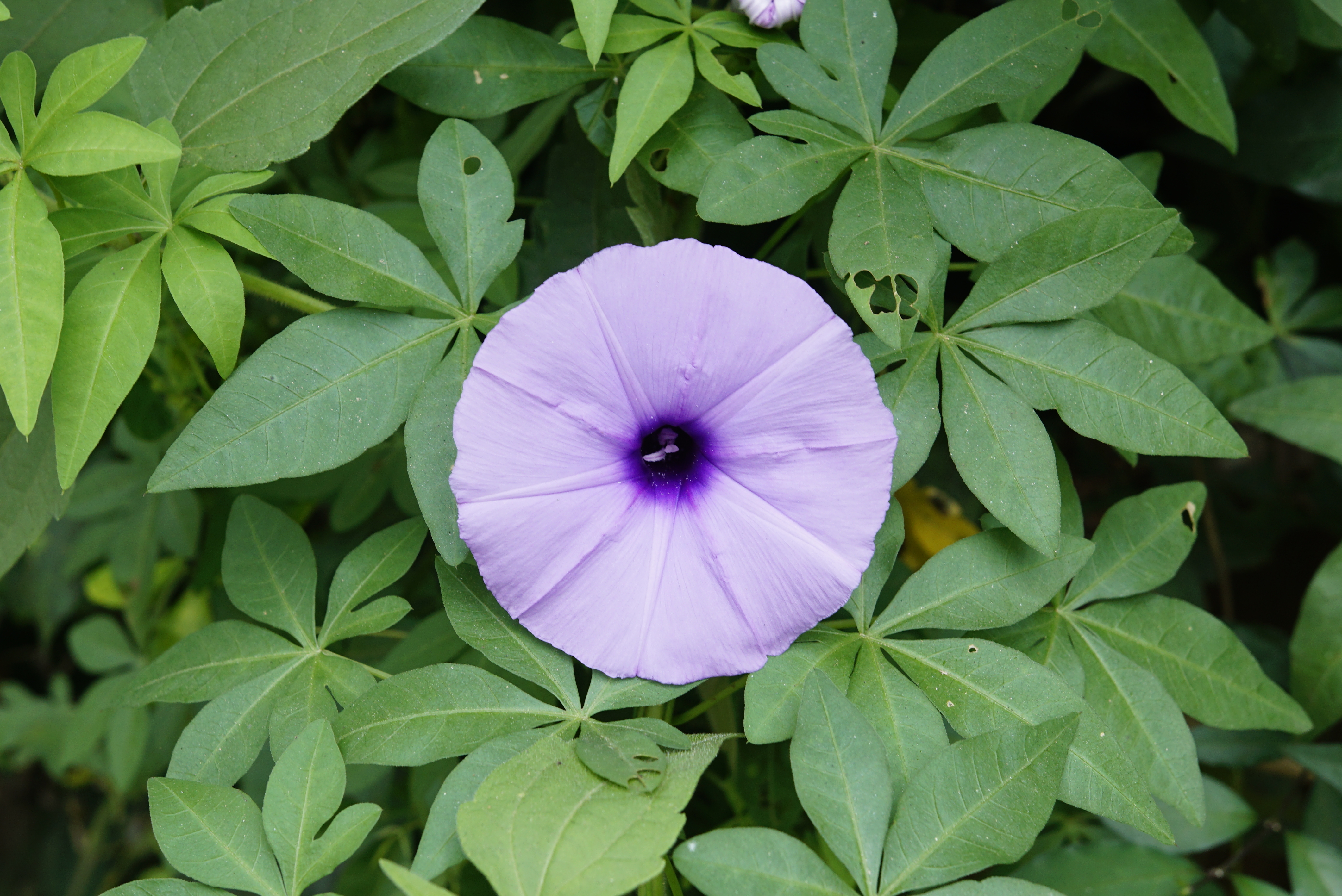
Ipomoea cairica

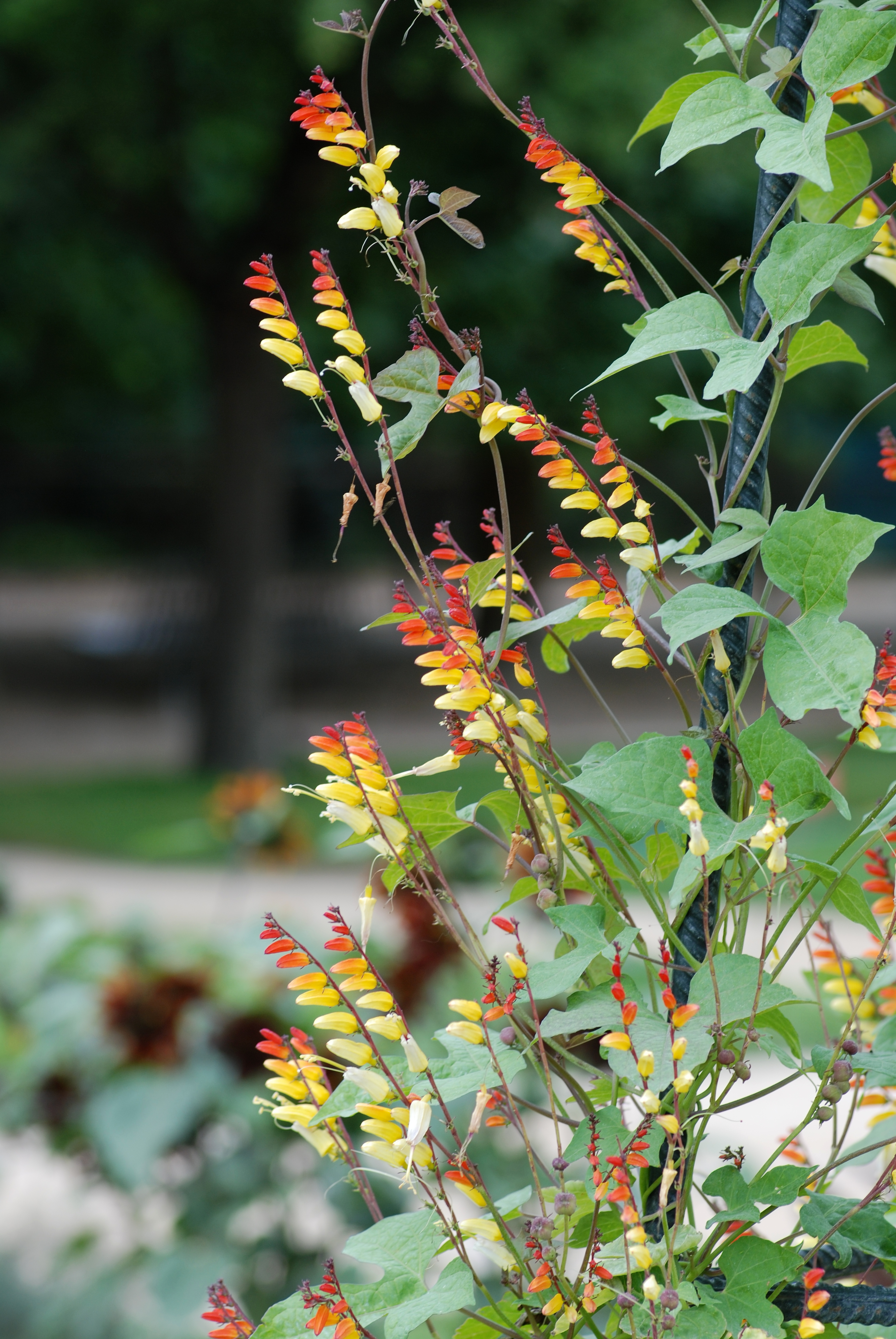
Ipomoea lobata

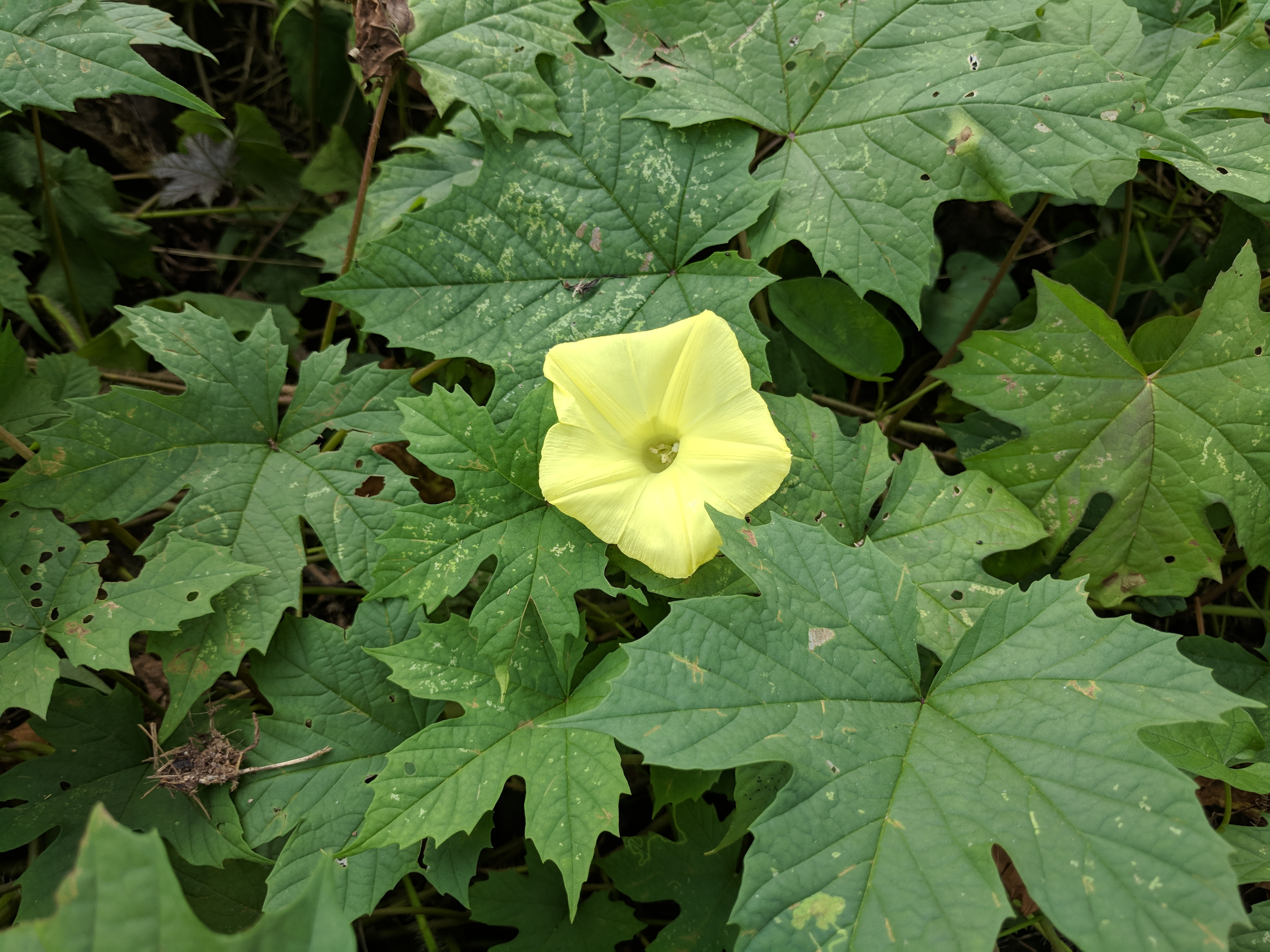
Merremia vitifolia

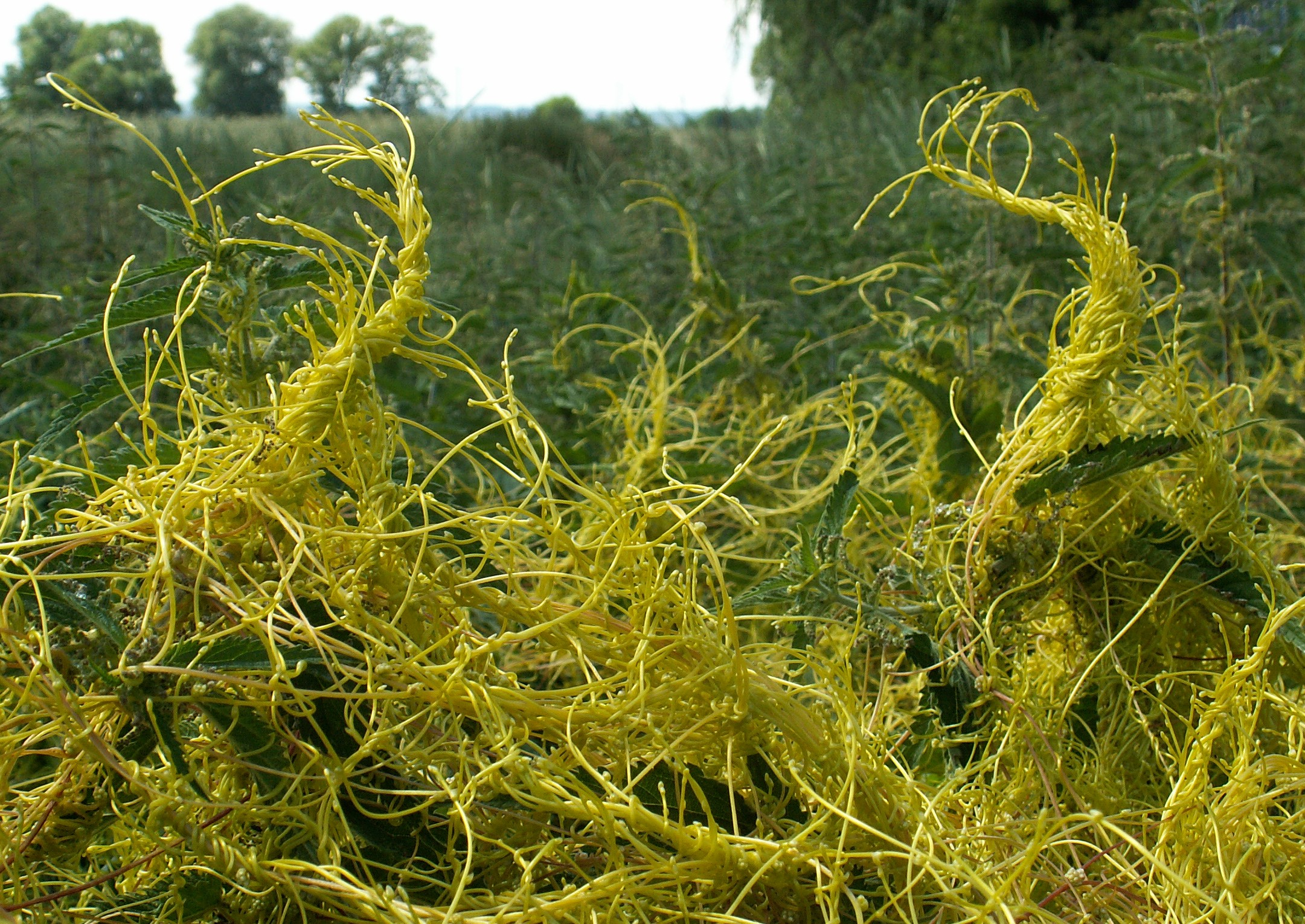
Kanianka pospolita

Pozycja systematyczna według APweb (aktualizowany system APG IV z 2016)
Rodzina siostrzana w stosunku do psiankowatych (Solanaceae).
|  | Montiniaceae                                                    |
|  |                                                                 |
|  | \| \| Sphenocleaceae \| \| \| \| \| \| Hydroleaceae \| \| \| \| |
|  |                                                                 |
|  | Sphenocleaceae                                                  |
|  |                                                                 |
|  | Hydroleaceae                                                    |
|  |                                                                 |

|  | Sphenocleaceae |
|  |                |
|  | Hydroleaceae   |
|  |                |

|  | powojowate Convolvulaceae |
|  |                           |
|  | psiankowate Solanaceae    |
|  |                           |

|  | Montiniaceae                                                    |
|  |                                                                 |
|  | \| \| Sphenocleaceae \| \| \| \| \| \| Hydroleaceae \| \| \| \| |
|  |                                                                 |
|  | Sphenocleaceae                                                  |
|  |                                                                 |
|  | Hydroleaceae                                                    |
|  |                                                                 |

|  | Sphenocleaceae |
|  |                |
|  | Hydroleaceae   |
|  |                |

|  | powojowate Convolvulaceae |
|  |                           |
|  | psiankowate Solanaceae    |
|  |                           |

Podział według APweb i GRIN
|  | Cuscutoideae                                                       |
|  |                                                                    |
|  | \| \| Convolvuloideae \| \| \| \| \| \| Dichondroideae \| \| \| \| |
|  |                                                                    |
|  | Convolvuloideae                                                    |
|  |                                                                    |
|  | Dichondroideae                                                     |
|  |                                                                    |

|  | Convolvuloideae |
|  |                 |
|  | Dichondroideae  |
|  |                 |

|  | Cuscutoideae                                                       |
|  |                                                                    |
|  | \| \| Convolvuloideae \| \| \| \| \| \| Dichondroideae \| \| \| \| |
|  |                                                                    |
|  | Convolvuloideae                                                    |
|  |                                                                    |
|  | Dichondroideae                                                     |
|  |                                                                    |

|  | Convolvuloideae |
|  |                 |
|  | Dichondroideae  |
|  |                 |

|  | Cuscutoideae                                                       |
|  |                                                                    |
|  | \| \| Convolvuloideae \| \| \| \| \| \| Dichondroideae \| \| \| \| |
|  |                                                                    |
|  | Convolvuloideae                                                    |
|  |                                                                    |
|  | Dichondroideae                                                     |
|  |                                                                    |

|  | Convolvuloideae |
|  |                 |
|  | Dichondroideae  |
|  |                 |

|  | Cuscutoideae                                                       |
|  |                                                                    |
|  | \| \| Convolvuloideae \| \| \| \| \| \| Dichondroideae \| \| \| \| |
|  |                                                                    |
|  | Convolvuloideae                                                    |
|  |                                                                    |
|  | Dichondroideae                                                     |
|  |                                                                    |

|  | Convolvuloideae |
|  |                 |
|  | Dichondroideae  |
|  |                 |

|  | Cuscutoideae                                                       |
|  |                                                                    |
|  | \| \| Convolvuloideae \| \| \| \| \| \| Dichondroideae \| \| \| \| |
|  |                                                                    |
|  | Convolvuloideae                                                    |
|  |                                                                    |
|  | Dichondroideae                                                     |
|  |                                                                    |

|  | Convolvuloideae |
|  |                 |
|  | Dichondroideae  |
|  |                 |

|  | Cuscutoideae                                                       |
|  |                                                                    |
|  | \| \| Convolvuloideae \| \| \| \| \| \| Dichondroideae \| \| \| \| |
|  |                                                                    |
|  | Convolvuloideae                                                    |
|  |                                                                    |
|  | Dichondroideae                                                     |
|  |                                                                    |

|  | Convolvuloideae |
|  |                 |
|  | Dichondroideae  |
|  |                 |

|  | Cuscutoideae                                                       |
|  |                                                                    |
|  | \| \| Convolvuloideae \| \| \| \| \| \| Dichondroideae \| \| \| \| |
|  |                                                                    |
|  | Convolvuloideae                                                    |
|  |                                                                    |
|  | Dichondroideae                                                     |
|  |                                                                    |

|  | Convolvuloideae |
|  |                 |
|  | Dichondroideae  |
|  |                 |

|  | Cuscutoideae                                                       |
|  |                                                                    |
|  | \| \| Convolvuloideae \| \| \| \| \| \| Dichondroideae \| \| \| \| |
|  |                                                                    |
|  | Convolvuloideae                                                    |
|  |                                                                    |
|  | Dichondroideae                                                     |
|  |                                                                    |

|  | Convolvuloideae |
|  |                 |
|  | Dichondroideae  |
|  |                 |

Podział na podrodziny, plemiona i rodzaje
- podrodzina Humbertioideae Roberty
  - plemię Humbertieae
    - Humbertia Lam.
- podrodzina Eryciboideae Meisner
  - plemię Erycibeae
    - Erycibe Roxb.
- podrodzina Cardiochlamydeae Stefanovic & Austin
  - plemię Cardiochlamyeae
    - Cardiochlamys Oliv.
    - Cordisepalum Verdc.
    - Dinetus Buch.-Ham. ex Sweet
    - Poranopsis Roberty
    - Tridynamia Gagnep.
- podrodzina Cuscutoideae Link
  - plemię Cuscuteae
    - Cuscuta L. – kanianka
- podrodzina Convolvuloideae Burnett
  - plemię Aniseieae
    - Aniseia Choisy
    - Odonellia K.R. Robertson
    - Tetralocularia O'Donell

  - plemię Convolvuleae
    - Calystegia R. Br. – kielisznik
    - Convolvulus L. – powój
    - Polymeria R. Br.

  - plemię Ipomoeeae
    - Argyreia Lour.
    - Astripomoea A. Meeuse
    - Ipomoea L. – wilec
    - Lepistemon Blume
    - Lepistemonopsis Dammer
    - Paralepistemon Lejoly & Lisowski
    - Rivea Choisy
    - Stictocardia Hallier f.

  - w obrębie Convolvuloideae bez przypisania do plemienia
    - Camonea Raf.
    - Daustinia Buril & Simões
    - Decalobanthus Ooststr.
    - Distimake Raf.
    - Hewittia Wight & Arn.
    - Hyalocystis Hallier f.
    - Merremia Dennst. ex Endl. – meremia
    - Operculina Silva Manso
    - Remirema Kerr
    - Xenostegia D.F. Austin & Staples
- podrodzina Dichondroideae Roberty
  - plemię Dichondreae
    - Calycobolus Willd. ex Schult.
    - Dichondra J.R. Forst. & G. Forst. – dwurogowiec
    - Dipteropeltis Hallier f.
    - Falkia Thunb.
    - Metaporana N.E. Br.
    - Nephrophyllum A. Rich.
    - Petrogenia I.M.Johnst.
    - Porana Burm. f.
    - Rapona Baill.

  - plemię Cresseae
    - Bonamia Thouars
    - Cladostigma Radlk.
    - Cressa L.
    - Evolvulus L.
    - Hildebrandtia Vatke
    - Itzaea Standl. & Steyerm.
    - Neuropeltis Wall.
    - Neuropeltopsis Ooststr.
    - Seddera Hochst.
    - Stylisma Raf.
    - Wilsonia R. Br.

  - plemię Jacquemontieae
    - Jacquemontia Choisy

  - plemię Maripeae
    - Dicranostyles Benth.
    - Lysiostyles Benth.
    - Maripa Aubl.

Pozycja w systemie Reveala (1993–1999)
Gromada okrytonasienne Cronquist, podgromada Magnoliophytina Frohne & U. Jensen ex Reveal, klasa Rosopsida Batsch, podklasa jasnotowe Lamiidae Takht. ex Reveal, nadrząd Solananae R. Dahlgren ex Reveal, rząd psiankowce Dumort., podrząd Convolvulineae Engl., rodzina powojowate Convolvulaceae Juss.
Pozycja i podział według systemu Takhtajana
Gromada: okrytonasienne Magnoliophyta, klasa: Magnoliopsida, podklasa: jasnotowe Lamiidae, nadrząd: Solananae, rząd: powojowce Convolvulales, rodzina: powojowate Convolvulaceae.

## Znaczenie użytkowe

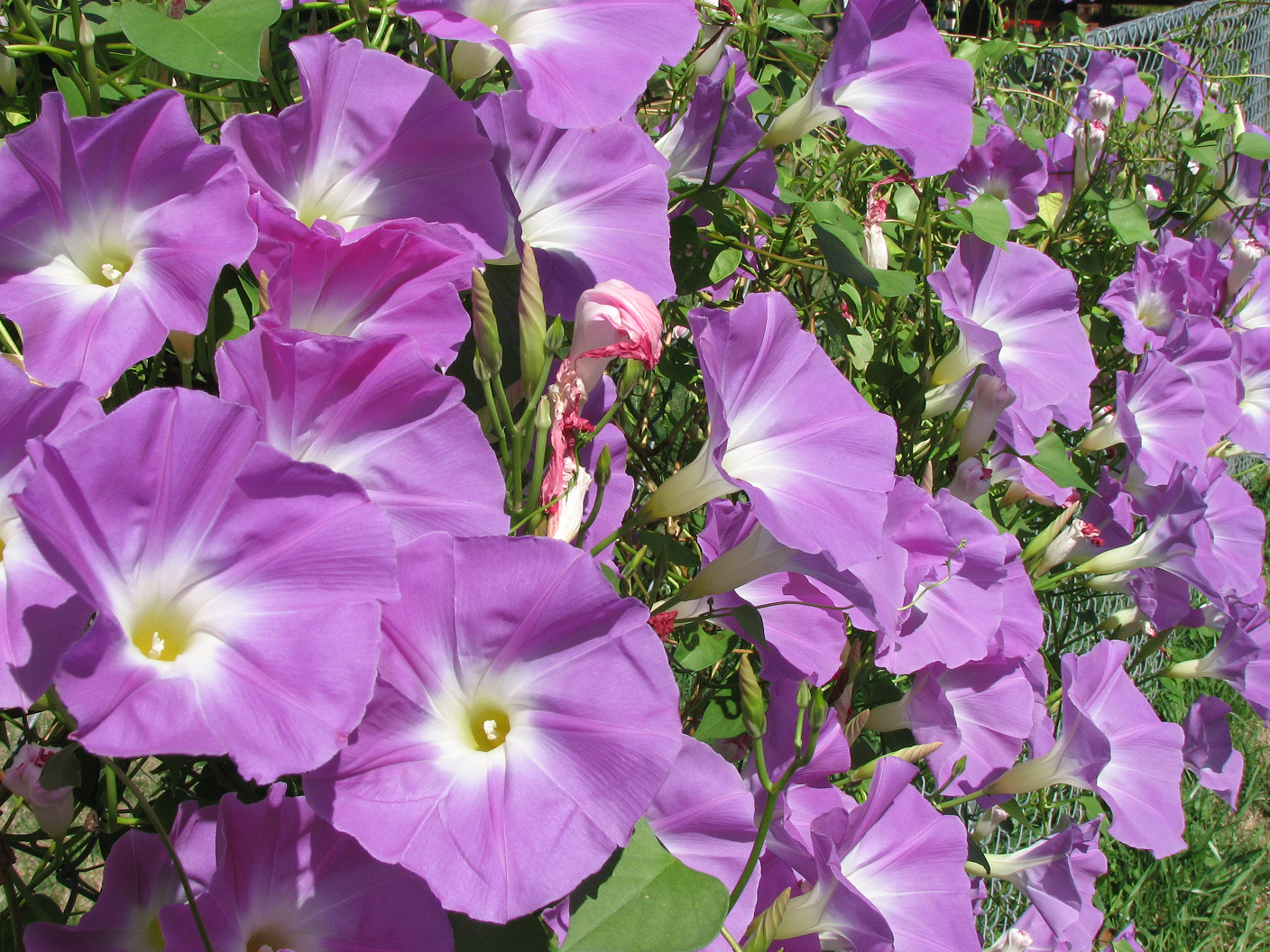
Odmiana ozdobna 'Wedding Bells' wilca trójbarwnego

Niektóre gatunki uprawiane są jako rośliny ozdobne, stosowane do osłaniania ogrodzeń lub balkonów. Największe znaczenie mają rośliny ozdobne z rodzajów: wilec Ipomoea, powój Convolvulus i Poranopsis. Wyschnięte owoce z rodzajów Argyreia i meremia Merremia służą jako ozdoby zwane „drewnianymi różami” (ang. wood roses).
Wilec ziemniaczany Ipomoea batatas uprawiany jest na szeroką skalę jako roślina jadalna i przemysłowa (dostarcza jadalnych bulw zwanych batatami lub słodkimi ziemniakami). Jadalnych bulw dostarcza wiele innych gatunków z rodzaju wilec, aczkolwiek mają one znaczenie bardziej lokalne. Pędy wilca wodnego Ipomoea aquatica spożywane są jako warzywo. Jadalne są owoce z rodzaju Hildebrandtia.
Jako rośliny lecznicze wykorzystywane są m.in. przedstawiciele rodzaju powój Convolvulus i kanianka Cuscuta. Działanie halucynogenne mają gatunki z rodzaju Argyreia, Rivea i Ipomoea. Cenionego surowca drzewnego z powodu twardości i aromatu dostarcza Humbertia madagascariensis.
Niektóre gatunki powoju, kielisznika i kanianek są chwastami powodującymi straty w uprawach.